# Kastrakí (Kastoriá)
Kastrakí, en grec moderne : Καστρακί, est un ancien dème du district régional de Kastoriá, en Macédoine-Occidentale, Grèce. Depuis 2010, il est fusionné au sein du dème de Kastoriá.
Selon le recensement de 2011, la population du dème s'élève à 560 habitants.